# Bucentauro

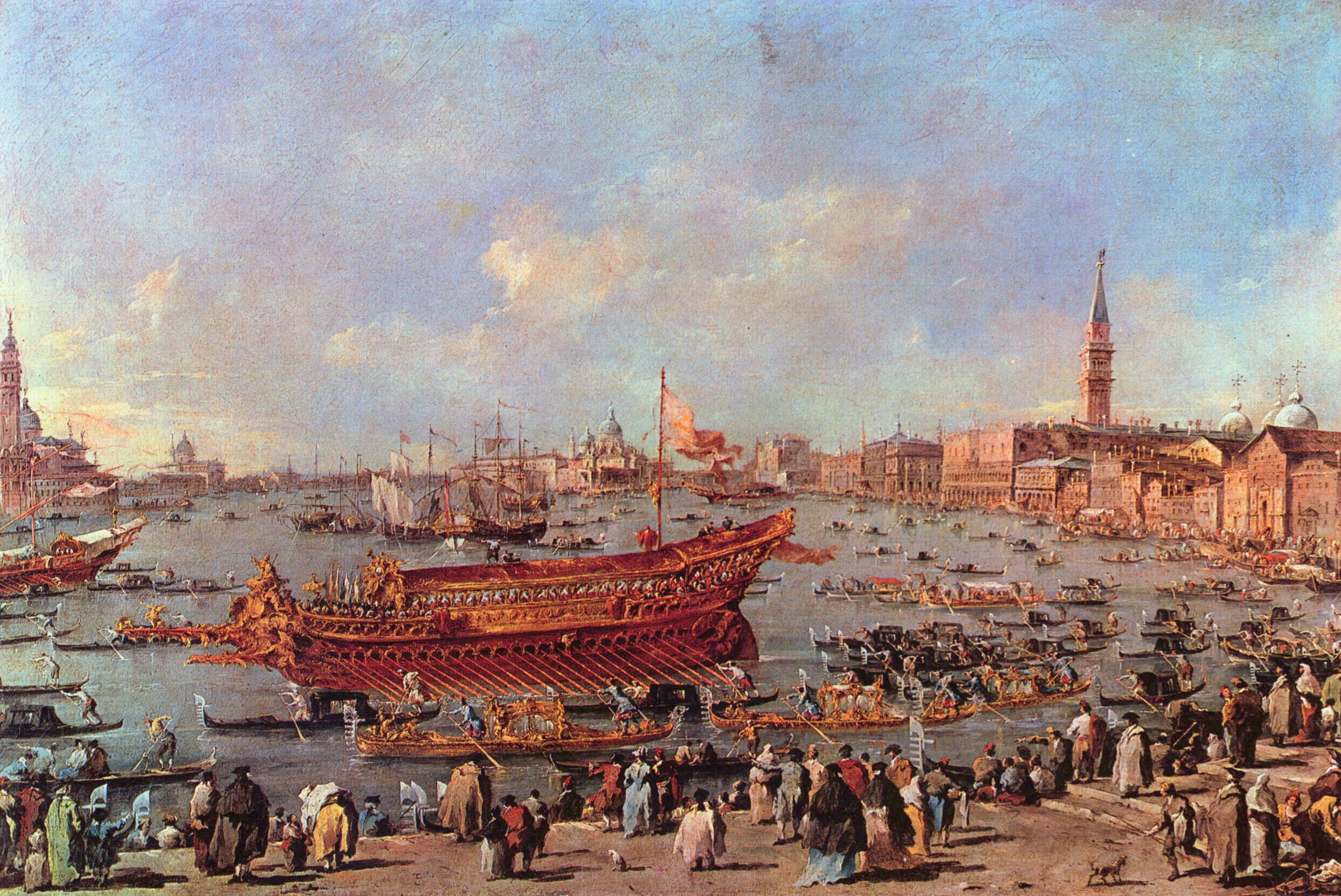
O Doge de Veneza no Bucentauro se dirigindo a El dux en el Bucintoro se dirige a San Nicolò di Lido, (1766), Francesco Guardi, Museu do Louvre.

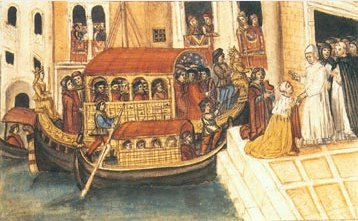
Retrato em Miniatura Sbarco dal Bucintoro del doge Sebastiano Ziani al Convento della Carità (O Doge Sebastiano Ziani desembarcando do Bucentauro no Convento da Caridade – século XVI)

O Bucentauro era a galera oficial de estado do Duque (Doge) da República de Veneza, na qual embarcava uma vez por ano, no dia da Ascensão, para celebrar e festa da união de Veneza com o mar.

## Origem
O nome de Bucentauro provem do Veneciano, buzino d'oro (barco de ouro), latinizado durante a Idade Média para bucentaurus, nome de uma criatura hipotética mitológica similar a um Centauro, porém com corpo bovino. 

## História
Houve mais de um Bucentauro, sendo que os mais significativos registrados por historiadores e artistas foram o de 1311, o de 1449, os de 1526 e 1606 e, por fim, o maior de todos, o de 1729.
Essas embarcações eram utilizadas nos cortejos na laguna para receber as embaixadas e as mais altas personalidades da época, nas festas e principalmente no dia da Ascensão do Doge de Veneza.
O último e mais magnífico desses navios foi o construído em 1729, e tinha um comprimento de 33 metros. O barco de 1729 tinha dois níveis: a planta inferior era destinada aos remadores, com capacidade para 42 remos, cada um com 4 remadores. A planta superior era coberta com um enorme baldaquino que formava uma grande sala revestida de veludo vermelho que continha 90 assentos e 48 janelas. Essa sala era utilizada pelas maiores autoridades da República e terminava na popa com o famoso trono do Doge.
Em 1798 foi destruído na França por ordens de Napoleão Bonaparte. Finalmente, a embarcação terminou como Galera de prisioneiros. Isso foi um gesto com o objetivo político de destruir o símbolo de poder da República de Veneza, se não por cobiça para tomar todo o ouro que cobria o navio. Alguns restos ainda estão no Museu Correr na Praça de São Marcos em Veneza.
Atualmente existe uma Fundação Bucentauro que recolhe fundos para reconstruir o que no passado foi a galera do Doge.

### Artigos
- Franco, Giacomo (c. 1609), [Illustration from Habiti d'huomeni et donne venetiane [Dress of Venetian Men and Ladies]] in William T. Hastings [et al.], ed. (1964), «Bucentaur, the Doge's ship of state, accompanied by gondolas, gallies, and sailing vessels [illustration]», Shakespeare Quarterly;, 15 (1/Winter): 66.
- On rebuilding the Bucintoro, Fugitive Ink [blog], 29 de fevereiro de 2008, consultado em 26 de março de 2008.

### Livros
- Il Bucintoro di Venezia [The Bucentaur of Venice], Venice: [s.n.], 1837 (Italian and French).
- Lucchini, Antonio Maria (1751), La Nuova regia su l'acque nel Bucintoro nuovamente cretto all'annua solenne funzione del giorno dell'Ascensione di Nostro Signore, etc. [The New Palace upon the Waters of the Newly Built Bucentaur at the Annual Solemn Function of the Day of the Ascension of Our Lord, etc.], Venice: [s.n.] (Italian).

## Referência externa
- Website Oficial da Fondazione Bucintoro